# بارنشتورف
بارنشتورف (به آلمانی: Barnstorf) یک منطقهٔ مسکونی در آلمان است که در بارنشتورف (زامتگمایند) واقع شده‌است. بارنشتورف ۵٬۹۶۴ نفر جمعیت دارد.